# Simeon Slavčev
Simeon Nenčev Slavčev (in bulgaro Симеон Ненчев Славчев?; Sofia, 25 settembre 1993) è un calciatore bulgaro, centrocampista della Lokomotiv Sofia.

## Carriera

### Club
Debutta nella massima serie bulgara nel 2010, con il Liteks Loveč. Dopo il prestito annuale al Chavdar Etropole, nel 2012 torna al Liteks Loveč di cui inizia a far parte in pianta stabile della prima squadra.
L'11 agosto 2015 passa in prestito all'Apollōn Limassol.
Il 1 gennaio 2020 si trasferisce a titolo gratuito al Levski Sofia, facendo così ritorno in Bulgaria.

### Nazionale
Il 15 ottobre 2013 debutta in nazionale maggiore nella partita Bulgaria-Rep. Ceca (0-1).

## Palmarès

### Club

#### Competizioni nazionali
- Campionato azero: 1

Qarabağ: 2018-2019
- III liga: 1

Wieczysta Cracovia: 2023-2024 (Gruppo IV)